# Usanos
Usanos es una localidad española, pedanía del municipio de Guadalajara. Está situada en la Campiña del Henares. 

## Toponimia
Entre los siglos IX y XII, se produjo un proceso de repoblación de las tierras reconquistadas de la península ibérica por parte de gentes cristianas. En él tuvieron un papel muy importante los pueblos procedentes del norte, en particular los vascos, que se expandieron por Burgos, La Rioja, Soria y otros territorios del interior. El nombre de Usanos, como el de otros muchos pueblos de la provincia de Guadalajara, proviene probablemente del euskera.
Sánchez González otorga al vasco 'usa' el sentido de 'ejido, campo o monte común de los pueblos'. Para Goikoetxea, el sufijo '-ena' indica posesión pasiva. De este modo, Usanos es una designación que alude a 'un pastizal que pertenecía al común de los vecinos'. La altura a la que se ubica el lugar, 844 metros, cerca del río que rodea el poblado, son idóneos para la proliferación de pastos, con los cuales se mantiene ganado lanar y mular. 
De todos modos, no se debe desdeñar la posibilidad de que en origen se tratara de un topónimo relacionado con la hidronimia, en concreto con la raíz *eis-/*is-, 'moverse rápida, impetuosamente', como sucede en el caso de Esanos (Santander) según González Rodríguez. Cabe incluso la posibilidad, como indica Nieto, de que Usanos, igual que Ujados, derive del latín OSTIU, 'entrada, puerta, pórtico'.
El apellido Usano, poco frecuente, proviene de Usanos, cuyo nombre tomaron individuos que eran naturales, vecinos u originarios de allí.

## Geografía
Su término, uno de los más grandes de la provincia de Guadalajara, es limítrofe con Galápagos, Marchamalo, Cabanillas del Campo, Fuentelahiguera de Albatages, Yunquera de Henares y Fontanar. El acceso a la localidad se realiza desde Guadalajara capital por la carretera CM-1002 pasando por la localidad de Marchamalo.

## Historia
Hacia mediados del siglo XIX, el lugar, por entonces con ayuntamiento propio, tenía contabilizada una población de 818 habitantes. La localidad aparece descrita en el decimoquinto volumen del Diccionario geográfico-estadístico-histórico de España y sus posesiones de Ultramar de Pascual Madoz de la siguiente manera:

USANOS: v. con ayunt. en la prov. y part. jud. de Guadalajara (2 leg.), aud. terr. de Madrid (9), c. g. de Castilla la Nueva, dióc. de Toledo (21). sit. en alto, con buena ventilacion y clima frio, pero sano. Tiene 180 casas; escuela de instruccion primaria frecuentada por 47 alumnos de ambos sexos; una igl. parr. (la Asuncion de Ntra. Sra.) servida por un cura y un sacristan: fuera de la pobl. hay una fuente de esquisitas aguas. Confina el térm. con los de Galápagos, Málaga, Marchamalo y Val de Averuelo. El terreno es llano y de regular calidad. caminos: los locales y el que conduce á Guadalajara, en donde se recibe y despacha el correo. prod.: cereales, vino, aceite y pastos con los que se mantiene ganado lanar y mular; abunda la caza de perdices, conejos y liebres. ind.: la agrícola y recriacion de ganados. comercio: esportacion del sobrante de frutos y ganado, é importacion de los art. que faltan. pobl.: 213 vec., 818 alm. cap. prod.: 3.730,000 rs. imp.: 298,400. contr.: 20,436.
(Madoz, 1849, p. 236)

El municipio de Usanos como tal desapareció en 1973, según decreto firmado por el generalísimo Francisco Franco con fecha 29 de marzo de 1973 y publicado en el BOE de fecha 18 de abril, en el que se aprueba la incorporación voluntaria al de Guadalajara. La razón principal argumentada para tal petición fue el descenso de población experimentado y a la dificultad cada vez mayor para nivelar sus presupuestos y atender ciertos servicios. La Diputación Provincial y el Gobierno Civil informaron de forma favorable, demostrando en las actuaciones la realidad de los motivos invocados por el Ayuntamiento de Usanos y los beneficios que ha de entrañar para este núcleo la incorporación, por la posibilidad el nivel de sus servicios públicos, concurriendo en el caso de las causas exigidas según la vigente Ley de Régimen Local.

## Demografía
| Gráfica de evolución demográfica de Usanos entre 1842 y 1970 |
| |
| Población de derecho según los censos de población del INE Población de hecho según los censos de población del INEEntre el censo de 1981 y el anterior, este municipio desaparece porque se integra en el municipio Guadalajara |

Esta localidad viene experimentando un importante descenso demográfico. Así, en el año 1842 había 818 habitantes censados, 626 en el año 1900 y 465 en el año 1970. Fuente INE.

## Economía
Principalmente agricultura.

## Patrimonio

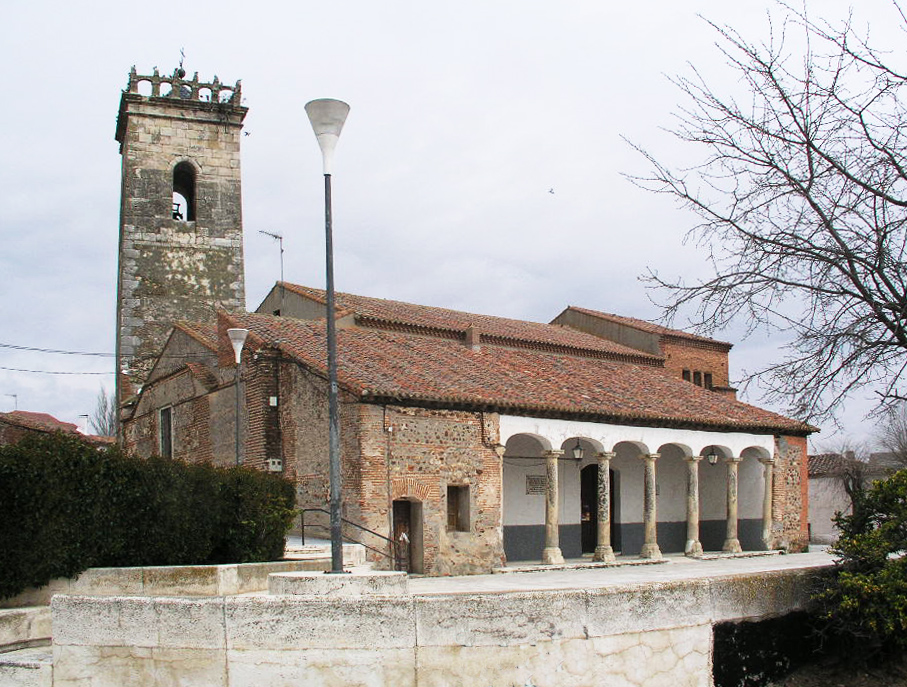
Iglesia de la Asunción de Nuestra Señora

En la localidad hay una iglesia bajo la advocación de Nuestra Señora del Traspaso y Soledad. El 6 de marzo de 2016 se ofició una misa para presentar oficialmente los trabajos de reforma y rehabilitación que se desarrollaron en los meses anteriores en la cubierta de la parroquia. Estas obras completaron la actuación realizada por el Ayuntamiento de Guadalajara en 2014, consistente en la remodelación integral de la plaza en la que se ubica.

## Fiestas
El 3 de mayo en honor a la Virgen del Traspaso y la Soledad. Es el día de la 'Función'. La patrona se traslada el día 2 (las 'Vísperas) desde la ermita a la iglesia, el día 3 se celebra misa mayor por la mañana y por la tarde se procesiona por las calles de la localidad. El día 4, después de la misa matinal, se vuelve a trasladar a la patrona a la ermita. Las celebraciones religiosas, muy arraigadas entre los vecinos de la localidad, se complementan esos días con otras actividades festivas (bailes, comidas populares) así como eventos taurinos en la semana posterior.
En 2022, con Antonio Pastor (PSOE) como alcalde pedáneo, los toros se trasladaron al tercer fin de semana de julio, celebrándose por primera vez encierros por el campo con una enorme afluencia de público. Tanto en la fiesta Mayor de mayo como en la Chica de julio, la colaboración de los vecinos y la implicación de las numerosas peñas de la localidad (El Ascua, El Torete, El Trankazo, El Chispazo, Blin-Blin, Al Lío) resulta fundamental para la confección de un completo programa de actos en ambas festividades.